# Dendropaemon similis
Dendropaemon similis är en skalbaggsart som beskrevs av Blut 1939. Dendropaemon similis ingår i släktet Dendropaemon och familjen bladhorningar. Inga underarter finns listade i Catalogue of Life.